# Parapropalaehoplophorus
Parapropalaehoplophorus septentrionalis був порівняно невеликим (у порівнянні з Glyptodon) видом гліптодонтів, вимерлих родичів сучасного броненосця. Ссавець, ідентифікований у 2007 році за скам'янілими останками екземпляра, знайденого в 2004 році, важив приблизно 90 кілограмів і мав панцир, укритий крихітними круглими горбиками. Приблизно 18 мільйонів років тому він переміщався навколо північного Чилі у формації Чукал, території, де зараз панує гірський хребет Анд. Його скам'янілості також були знайдені в Перу (формації Іпуруро і Пебас).

## Етимологія
Назва роду є результатом ланцюга похідних від інших родів. Назва означає «біля Propalaehoplophorus», що вказує на філогенетичне положення цієї тварини та той факт, що ці два роди жили на території сучасного Чилі в той самий період часу (хоча їхні скам'янілості не були знайдені в одній формації). Ця назва сама походить від Palaehoplophorus, який, у свою чергу, походить від Hoplophorus. Нововиявлена викопна тварина була названа на честь раніше відомої з подібними рисами.